# Dirección General de Asuntos Económicos
La Dirección General de Asuntos Económicos (DIGENECO) de España es el órgano directivo del Ministerio de Defensa, adscrito a la Secretaría de Estado de Defensa (SEDEF), al que le corresponde la planificación y desarrollo de la política económica y financiera del Departamento, así como la supervisión y dirección de su ejecución.
Debido a esto, de la DIGENECO dependen funcionalmente todos los órganos competentes en las citadas materias del Ministerio y de sus organismos autónomos.

## Historia
La Dirección General de Asuntos Económicos fue creada en noviembre de 1977, con el nombre de Secretaría General para Asuntos Económicos, con rango de Dirección General. Dependía de la Subsecretaría y gestionaba todos los recursos económicos del Departamento de Defensa así como asesorar a los altos mandos del Ministerio. En 1978 se creó en la secretaría general la Junta General de Enajenaciones y Liquidadora de Material.
La reforma militar y administrativa de 1984, que creó la Secretaría de Estado de Defensa, supeditó este órgano a ella y le dio su denominación actual. Con esta reforma pasó a estructurarse a través de la Ordenación General de Pagos, la Oficina Presupuestaria y las subdirecciones generales de Programación y Seguimiento, de Gastos de Personal, de Gestión Económica, y de Contratación.
Tres años más tardes se suprimió la Subdirección General de Gastos de Personal y la Ordenación General pasó a denominarse Subdirección General de Contabilidad. La siguiente reforma fue en 1996, suprimiendo Subdirección General de la Programación y Seguimiento y estableciéndose la estructura actual.

## Estructura y funciones
De la Dirección General dependen los siguientes órganos a través de los cuales ejerce sus funciones:
- La Subdirección General de Contabilidad, que desarrolla las funciones de dirección, coordinación y control de la contabilidad del Departamento, así como el control de los créditos y de la ejecución del gasto; y la elaboración y proposición de los planes de acción ministeriales para la corrección de las debilidades identificadas en la actividad económica del Ministerio, impulsar su implementación y realizar su seguimiento.
- La Oficina Presupuestaria, que se encarga de elaborar y tramitar el anteproyecto consolidado del Presupuesto del Departamento, informar y tramitar las propuestas de su modificación, informar los proyectos de disposiciones normativas con repercusión sobre el gasto público, proponer e implementar la normativa presupuestaria; y ejercer la dirección financiera de los programas presupuestarios y la programación económica.
- La Subdirección General de Gestión Económica, que administra los recursos económicos que se le asignan y los no atribuidos expresamente a otros órganos del Ministerio, los destinados a las contribuciones financieras a las organizaciones internacionales en los que participe el Departamento y al funcionamiento de los organismos del Ministerio en el extranjero; así como efectuar los pagos y justificación de los recursos destinados a las adquisiciones en el extranjero. Igualmente, ejerce la representación nacional en los comités y órganos de decisión de carácter económico, en coordinación con el Estado Mayor de la Defensa y la Dirección General de Política de Defensa; administrar en coordinación con el EMAD, los recursos financieros destinados a financiar la participación de las Fuerzas Armadas en Operaciones de paz y ayuda humanitaria; y ejerce la dirección funcional de los sistemas informáticos integrales de dirección y administración económica del Departamento. Además realiza la gestión y pago de las pensiones causadas por el personal saharaui componente de la policía territorial del Sahara y de las unidades especiales del África occidental.
- La Subdirección General de Contratación, responsable de planificar, dirigir y controlar la contratación en el ámbito del Departamento y de efectuar el análisis de costes y precios de las empresas suministradoras o que participen en programas de defensa, así como de los costes del ciclo de vida de los sistemas de armas.
- La Junta General de Enajenaciones y Liquidadora de Materia y su Secretaría.

## Titular
El actual titular de la Dirección General de Asuntos Económicos, desde marzo de 2017, es el general de división del Cuerpo de Intendencia del Ejército de Tierra José Luis Ruíz Sumalla.

## [8]Referencias
1. 1 2  Ministerio para la Transformación Digital y de la Función Pública (28 de febrero de 2024). «Real Decreto 205/2024, de 27 de febrero, por el que se desarrolla la estructura orgánica básica del Ministerio de Defensa.». www.boe.es. Consultado el 28 de febrero de 2024.
2. ↑  «Real Decreto 2723/1977, de 2 de noviembre, por el que se estructura orgánica y funcionalmente el Ministerio de Defensa.». www.boe.es. Consultado el 1 de mayo de 2019.
3. ↑  «Real Decreto 2277/1978, de 25 de agosto, por el que se crea en el Ministerio de Defensa la Junta General de Enajenaciones y Liquidadora de Material.». www.boe.es. Consultado el 1 de mayo de 2019.
4. ↑  «Real Decreto 135/1984, de 25 de enero, por el que se reestructura el Ministerio de Defensa.». www.boe.es. Consultado el 1 de mayo de 2019.
5. ↑  «Real Decreto 1/1987, de 1 de enero, por el que se determina la Estructura Orgánica Básica del Ministerio de Defensa.». www.boe.es. Consultado el 1 de mayo de 2019.
6. ↑  «Real Decreto 1883/1996, de 2 de agosto, de estructura orgánica básica del Ministerio de Defensa.». www.boe.es. Consultado el 1 de mayo de 2019.
7. ↑   Toma de posesión de los nuevos directores generales del Ministerio. Ministerio de Defensa (España).
8. ↑  Ministerio de Política Territorial y Función Pública (19 de febrero de 2020), Real Decreto 372/2020, de 18 de febrero, por el que se desarrolla la estructura orgánica básica del Ministerio de Defensa (Real Decreto 372/2020), pp. 15645-15666, consultado el 30 de junio de 2022.

El contenido de este artículo incorpora material publicado en el Boletín Oficial del Estado, que se encuentra en el dominio público de conformidad a lo dispuesto en el artículo 13 de la Ley de Propiedad Intelectual española.
- Datos: Q15617848